# Le mani (film 1994)
Le mani è un film thriller svedese del 1994 diretto da Richard Hobert.

## Trama
In un piccolo villaggio desertico della Svezia arriva un uomo misterioso con un dono speciale: riesce a trovare il petrolio grazie alla sensibilità delle sue mani. Tutti i paesani finiranno per credergli ed appoggiarlo, ma qual è il vero motivo del suo arrivo? È questa la domanda che si pone una ragazza che comincia ad indagare.

## Distribuzione
È uscito nei cinema svedesi il 29 luglio 1994 ed ha incassato circa 135.000 corone svedesi.

## Premi e riconoscimenti
- 1995 - Guldbagge
  - Miglior attore a Sven-Bertil Taube
  - Candidatura a migliore sceneggiatura a Richard Hobert
  - Candidatura a migliore fotografia a Lars Crépin